# Шигаевский сельсовет
Шигаевский сельсовет — муниципальное образование в Белорецком районе Башкортостана России.

## История
Согласно Закону о границах, статусе и административных центрах муниципальных образований в Республике Башкортостан имеет статус сельского поселения.

## Население
1939 год — 1677 (778 мужчин, 899 женщин) чел.;
| 1939  | 2002  | 2009  | 2010  | 2012  | 2013  | 2014  |
| ----- | ----- | ----- | ----- | ----- | ----- | ----- |
| 1677  | ↗2046 | ↗2508 | ↘1977 | ↗2001 | ↘1974 | ↗1991 |
| 2015  | 2016  | 2017  |       |       |       |       |
| ↗1992 | ↗2001 | ↘1998 |       |       |       |       |

## Состав сельского поселения
| № | Населённый пункт | Тип населённого пункта       | Население |
| - | ---------------- | ---------------------------- | --------- |
| 1 | Шигаево          | село, административный центр | ↘571      |
| 2 | Узянбаш          | село                         | ↘636      |
| 3 | Уткалево         | село                         | ↘396      |
| 4 | Хусаиново        | деревня                      | ↘238      |
| 5 | Новобельское     | деревня                      | ↘136      |